# Disco di Festo

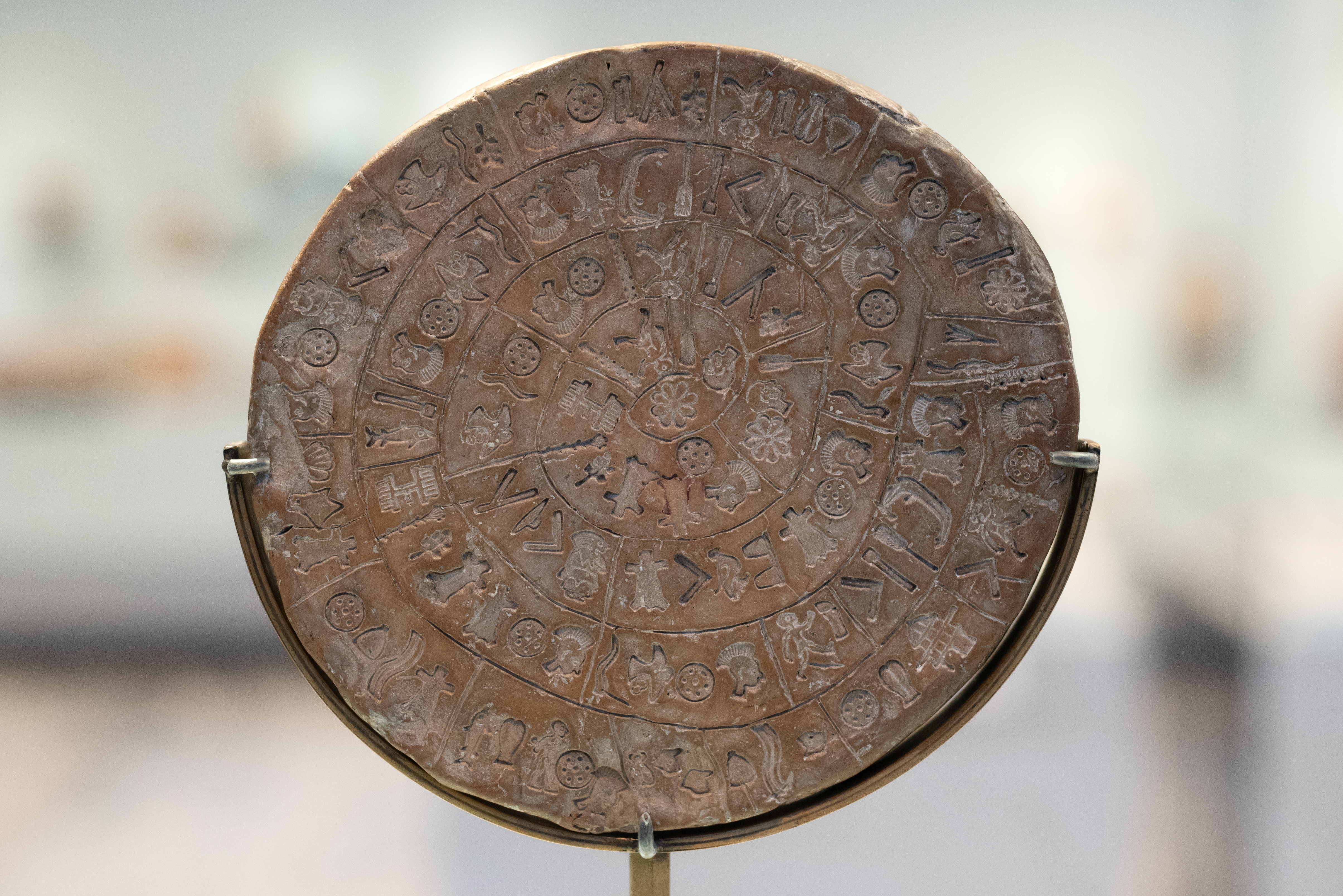
Disco di Festo (originale) - fronte

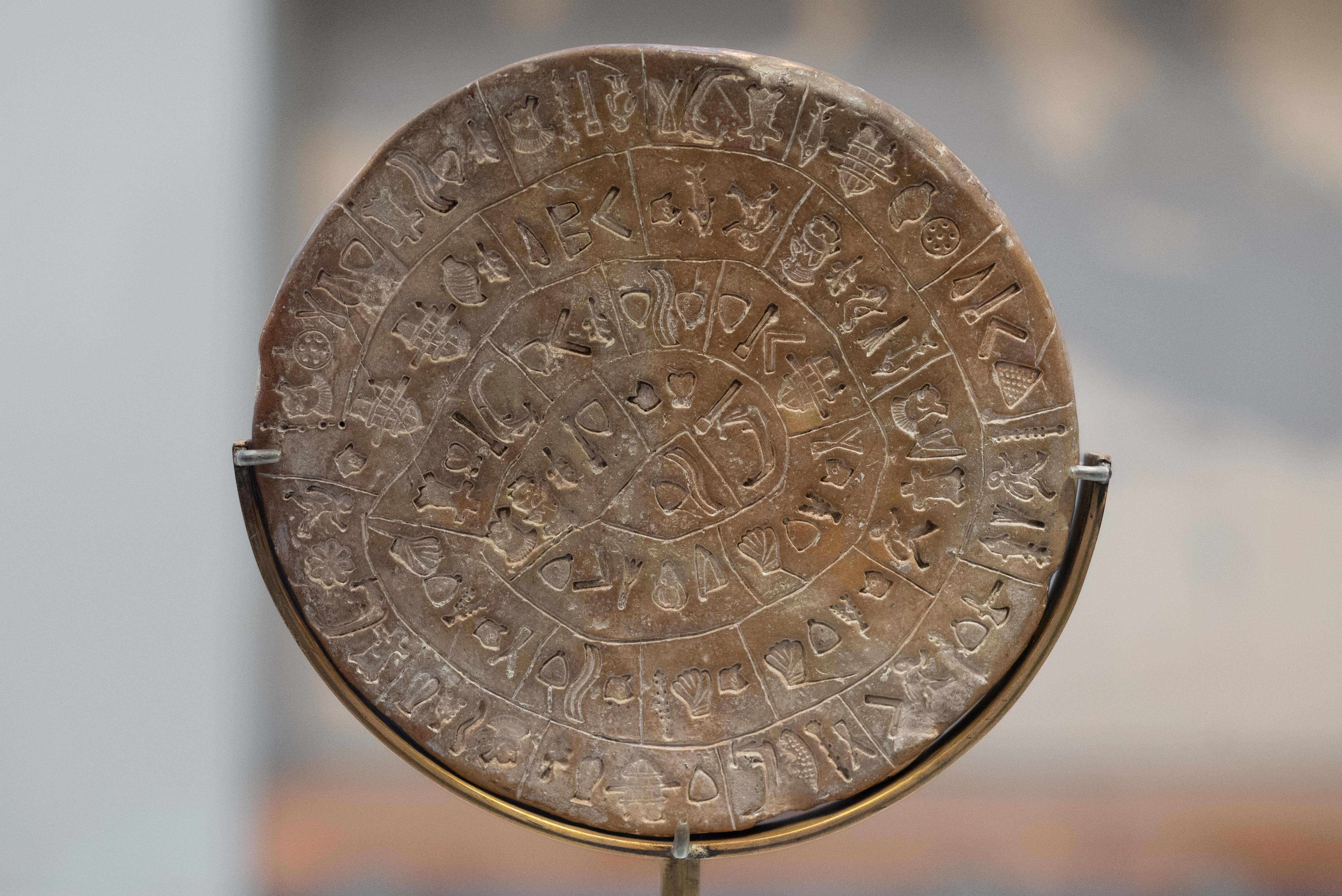
Disco di Festo (originale) - retro

Il disco di Festo è un reperto archeologico ritrovato nell'omonima città di Festo, sull'isola di Creta, sotto un muro di un palazzo a Creta.
Si pensa che sia quello del leggendario Minosse.
Fu trovato il 3 luglio 1908 da una spedizione archeologica italiana guidata da Luigi Pernier e Federico Halbherr. Attualmente è conservato al museo archeologico di Candia a Creta. È un disco di terracotta, delle dimensioni di 16 centimetri di diametro e 16 millimetri di spessore; la datazione stratigrafica ne attribuisce l'età al 1700 a.C. Il disco contiene 241 simboli impressi quando l'argilla era ancora fresca.
Il suo scopo e significato, e anche la sua originaria ubicazione geografica della manifattura, restano ancora discussi, facendo di esso uno dei più famosi misteri dell'archeologia.

## Descrizione
Il disco è ricoperto di simboli non incisi ma impressi con stampini quando l'argilla era ancora fresca, disposti a spirale su entrambe le facce, in una sequenza in senso orario che va verso il centro. I simboli totali sono 241 e sono suddivisi in piccoli gruppi da sottili linee. La scrittura è stata eseguita con grande cura dei dettagli, in modo da chiudere la spirale esattamente nel centro e da occupare tutto lo spazio disponibile. L'interpretazione più accreditata è che si tratti di una forma di scrittura sillabica, anche perché l'elevato numero di simboli distinti (45) sembra escludere la possibilità che si tratti di segni alfabetici. In ogni caso i segni del disco sono rimasti indecifrati e non rivelano somiglianza formale con quelli di nessun'altra scrittura conosciuta.
Il disco di Festo ha catturato l'immaginazione di archeologi dilettanti e professionisti e sono stati fatti molti tentativi per decifrarlo. Mentre non è chiaro se sia un testo, la maggior parte dei tentativi di decrittazione hanno fatto ipotizzare che possa trattarsi di un sillabario, oppure di un alfabeto o di una logografia. 

## Scoperta

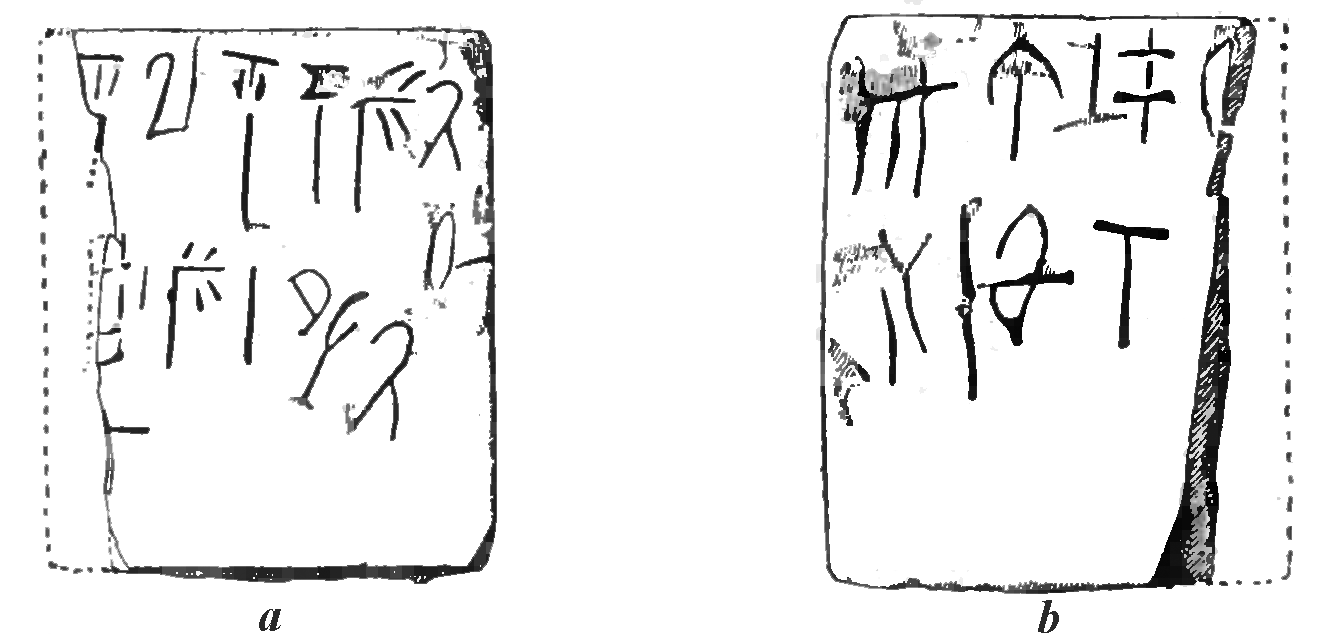
Tavoletta PH-1

Il disco di Festo venne scoperto nel sito del palazzo minoico di Festo, vicino a Aghia Triada, sulla costa sud di Creta; specificamente venne trovato nel seminterrato della stanza 8 nell'edificio 101 di un gruppo di costruzioni a nord-est del palazzo principale. Questa combinazione di 4 stanze serviva anche come un'entrata formale al complesso. L'archeologo Luigi Pernier, responsabile della missione italiana a Festo, recuperò questo straordinario disco intatto, di circa 15 cm di diametro e di poco più di un centimetro di spessore, il 3 luglio del 1908 durante il suo scavo del primo palazzo minoico.
Era nella cella principale di un magazzino del tempio sotterraneo. Queste celle seminterrate, soltanto accessibili dall'alto, erano coperte con un fine strato di intonaco. Non contenevano manufatti preziosi, ma era ricco di terra nera e ceneri, miste ad ossa bovine bruciate. Nella parte settentrionale della cella principale, a poca distanza dal disco, fu trovata anche la tavoletta PH-1 in lineare A. Il sito apparentemente collassò a causa di un terremoto, probabilmente collegato con l'eruzione del vulcano di Santorini che colpì gran parte della regione mediterranea verso la metà del II millennio a.C.

### Autenticità
Il disco di Festo è generalmente accettato come autentico dagli archeologi, basandosi sui documenti degli scavi di Luigi Pernier, ipotesi supportata anche dalla successiva scoperta dell'Ascia di Arkalochori con glifi simili ma non identici.
La possibilità che il disco sia una contraffazione del 1908 o una burla è stata sollevata da due o tre studiosi insieme al mercante d'arte Jerome Eisenberg. Secondo una notizia apparsa sul Times la data di manifattura non è mai stata stabilita dalla termoluminescenza. Nella sua rivista del 2008, Robinson scrisse che "un test di termoluminescenza per il disco di Festo è imperativo. Esso o confermerebbe i nuovi reperti meritevoli per la ricerca, o fermerà gli studiosi dallo sciupare i loro sforzi"

## Datazione
Yves Duhoux (1977) data il disco tra il 1850 a.C. e il 1600 a.C. (MMIII) sulle basi delle notizie fornite da Luigi Pernier, il quale riferisce un ritrovamento del disco in un contesto archeologico indisturbato del Medio Minoico. Jeppesen (1963) lo data dopo il 1400 (TMII-III). Dubitando dell'utilizzabilità del rapporto di Pernier, Louis Godart (1990) rinuncia egli stesso ad ammettere che il disco possa essere datato, su base archeologica, al Medio o Tardo Minoico (MMI-TMIII), un periodo che abbraccia la maggior parte del II millennio a.C.. J. Best (in Achterberg et al., 2004) suggerisce una data nella prima metà del XIV secolo a.C. (TMIIIA) in base alla sua datazione della tavoletta PH 1.

## Tecnica di "stampa"
L'iscrizione fu realizzata imprimendo dei sigilli geroglifici, nell'argilla ancora morbida, in una sequenza spiraliforme a partire dal centro verso l'esterno. Il disco poi fu cotto ad alta temperatura. Un'altra caratteristica che rende unico il disco di Festo, deriva dal fatto che il testo sia stato scritto con caratteri riusabili.
Il linguista tedesco Herbert E. Brekle teorizza che il disco sia un documento di stampa a caratteri mobili ante litteram, nel suo articolo "Il principio tipografico" della Gutenberg-Jahrbuch:
Nel suo lavoro sulla decifrazione, Benjamin Schwartz associa anch'egli al disco, "il primo tipo mobile".
Nel suo libro Armi, acciaio e malattie, Jared Diamond descrive il disco come un esempio di avanzamento tecnologico fatto in un periodo storico sbagliato. Diamond nota l'assenza di ogni successivo progresso del tipo a carattere mobile nella cultura minoica, citando questo come prova della imprevedibilità della invenzione. Nello specifico, sostiene che gli esseri umani inventino anche cose senza certezze di un effettivo sviluppo, come in questo caso. Talvolta tali invenzioni hanno uno sviluppo successivo, talaltre rimangono isolate dal contesto tecnologico dell'epoca. Diamond aggiunge che il tipo a caratteri mobili, se usato per scritture singole, era meno efficiente della semplice scrittura a mano sull'argilla, a meno che fosse stato necessario crearne tante copie in poco tempo. Forse ciò spiega perché questa tecnologia non si sviluppò ulteriormente nella civiltà minoica. Egli mette in contrasto questo con la stampa di Gutenberg, argomentando che i suoi ulteriori sviluppi fossero dovuti a un grande numero di finanziatori commerciali ed alla crescita societaria che aspirava ad un più conveniente accesso alla comunicazione mediante la parola stampata.

## Iscrizione

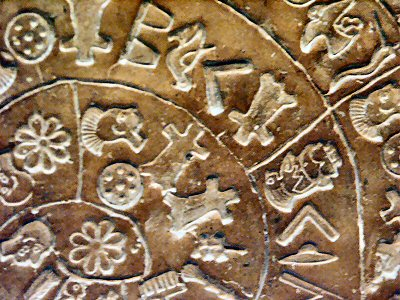
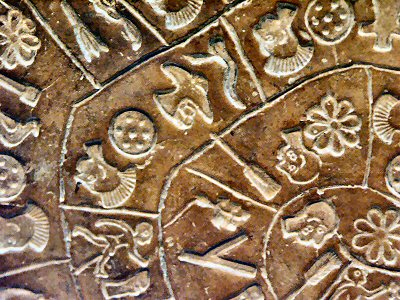
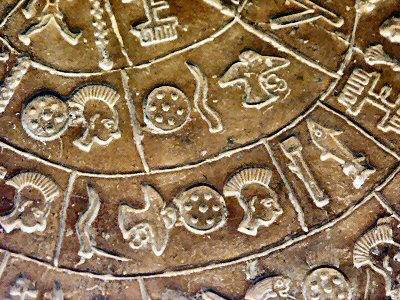
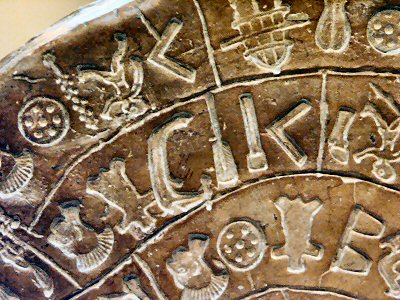

### Segni
Ci sono 241 simboli impressi sul disco, dei quali 45 unici. Molti di questi 45 segni rappresentano cose quotidiane facilmente identificabili. In aggiunta a questi, c'è una piccola linea diagonale che si verifica sotto il segno finale in un gruppo per un totale di 18 volte. Il disco mostra tracce di correzioni fatte dallo scriba in diversi punti. I 45 simboli furono numerati da Arthur Evans da 01 a 45, e questa numerazione è diventata il riferimento convenzionale usato dalla maggior parte dei ricercatori. Alcuni simboli sono stati confrontati con i caratteri della Lineare A da Nahm, Timm, e altri. Altri studiosi (J. Best, S. Davis) hanno indicato delle rassomiglianze con i geroglifici anatolici e con i geroglifici egiziani (A. Cuny). Nella tabella sottostante, i "nomi" del carattere, come forniti da Louis Godart (1995) sono in maiuscolo; dove viene considerata altra descrizione o elaborazione, essi sono in minuscolo.
I segni del disco di Festo sono stati destinati all'Unicode 5.1. Questi comprendono gli stessi 45 segni come pure la combinazioni con il tratto obliquo descritto sotto, e occupa il campo 101D0-101FF del Piano 1 (il Piano Supplementare Multilingue).
| №  | Segno | UCS | SEGNO DEL DISCO DI FESTO (Godart e il nome UCS) | Descrizione (e interpretazione alternativa)                          | Conteggi | Osservazioni                                       |
| 01 |       | 𐇐   | PEDONE                                          | figura di un uomo che marcia                                         | 11       |                                                    |
| 02 |       | 𐇑   | TESTA PIUMATA                                   | testa di uomo con elmo ornato di pennacchio                          | 19       | i simboli più frequenti, sempre iniziale di parola |
| 03 |       | 𐇒   | TESTA TATUATA                                   | una testa calva di profilo, con "tatuaggio" o gioielli sulla guancia | 2        |                                                    |
| 04 |       | 𐇓   | PRIGIONIERO                                     | una figura umana in piedi con braccia legate                         | 1        |                                                    |
| 05 |       | 𐇔   | BAMBINO                                         |                                                                      | 1        |                                                    |
| 06 |       | 𐇕   | DONNA                                           |                                                                      | 4        |                                                    |
| 07 |       | 𐇖   | ELMO                                            | un simbolo a forma di campana                                        | 18       |                                                    |
| 08 |       | 𐇗   | GUANTO                                          | pugno con cesto                                                      | 5        |                                                    |
| 09 |       | 𐇘   | TIARA                                           |                                                                      | 2        |                                                    |
| 10 |       | 𐇙   | FRECCIA                                         |                                                                      | 4        | soltanto sul lato A                                |
| 11 |       | 𐇚   | ARCO                                            |                                                                      | 1        |                                                    |
| 12 |       | 𐇛   | SCUDO                                           |                                                                      | 17       | 12 volte nel gruppo 02-12                          |
| 13 |       | 𐇜   | CLAVA                                           |                                                                      | 6        |                                                    |
| 14 |       | 𐇝   | MANETTE                                         |                                                                      | 2        |                                                    |
| 15 |       | 𐇞   | PICCONE                                         |                                                                      | 1        |                                                    |
| 16 |       | 𐇟   | SEGA                                            | coltello                                                             | 2        |                                                    |
| 17 |       | 𐇠   | COPERCHIO                                       | strumento per tagliare il cuoio                                      | 1        |                                                    |
| 18 |       | 𐇡   | BOOMERANG                                       | angolo da falegname                                                  | 12       |                                                    |
| 19 |       | 𐇢   | PIALLA DA FALEGNAME                             | forma a Y                                                            | 3        | soltanto sul lato A                                |
| 20 |       | 𐇣   | DOLIUM                                          | vaso con manico                                                      | 2        |                                                    |
| 21 |       | 𐇤   | PETTINE                                         | Pianta di palazzo? Knossos Plan                                      | 2        |                                                    |
| 22 |       | 𐇥   | FIONDA                                          | doppio flauto                                                        | 5        | soltanto sul lato B                                |
| 23 |       | 𐇦   | COLONNA                                         | martello con la testa quadrata                                       | 11       |                                                    |
| 24 |       | 𐇧   | ALVEARE                                         | edificio simile alla pagoda                                          | 6        |                                                    |
| 25 |       | 𐇨   | NAVE                                            |                                                                      | 7        |                                                    |
| 26 |       | 𐇩   | CORNO                                           | di bue                                                               | 6        |                                                    |
| 27 |       | 𐇪   | PELLE                                           | di animale, probabilmente di un bue                                  | 15       |                                                    |
| 28 |       | 𐇫   | ZAMPA DI TORO                                   | zampa di bue                                                         | 2        |                                                    |
| 29 |       | 𐇬   | GATTO                                           | testa di animale del genere dei felini                               | 11       |                                                    |
| 30 |       | 𐇭   | ARIETE                                          | testa di pecora con corna                                            | 1        |                                                    |
| 31 |       | 𐇮   | AQUILA                                          | uccello volante                                                      | 5        | soltanto sul lato A                                |
| 32 |       | 𐇯   | COLOMBA                                         | colomba ritta sulle zampe                                            | 3        |                                                    |
| 33 |       | 𐇰   | TONNO                                           | pesce (sgombro o tonno comune)                                       | 6        |                                                    |
| 34 |       | 𐇱   | APE                                             | insetto, probabilmente un'ape                                        | 3        |                                                    |
| 35 |       | 𐇲   | PLATANO                                         | segno di pianta o albero; il platano orientale (Platanus orientalis) | 11       |                                                    |
| 36 |       | 𐇳   | VITE                                            | ramo d'olivo                                                         | 4        | soltanto sul lato B                                |
| 37 |       | 𐇴   | PAPIRO                                          | pianta con un fiore a forma di ventaglio                             | 4        |                                                    |
| 38 |       | 𐇵   | ROSETTA                                         | margherita o stella-anemone; fiore ad otto petali                    | 4        |                                                    |
| 39 |       | 𐇶   | GIGLIO                                          | fiore di zafferano, a forma di Ψ                                     | 4        |                                                    |
| 40 |       | 𐇷   | POSTERIORE DI BUE                               |                                                                      | 6        |                                                    |
| 41 |       | 𐇸   | FLAUTO                                          |                                                                      | 2        |                                                    |
| 42 |       | 𐇹   | GRATTUGIA                                       |                                                                      | 1        |                                                    |
| 43 |       | 𐇺   | COLINO                                          | triangolo con granulazione interna                                   | 1        |                                                    |
| 44 |       | 𐇻   | PICCOLA ASCIA                                   |                                                                      | 1        |                                                    |
| 45 |       | 𐇼   | STRISCIA ONDEGGIANTE                            | acqua                                                                | 6        |                                                    |

La distribuzione della frequenza dei segni sul disco di Festo è: 19, 18, 17, 15, 12, 11, 11, 11, 11, 7, 6, 6, 6, 6, 6, 6, 5, 5, 5, 4, 4, 4, 4, 4, 4, 3, 3, 3, 2, 2, 2, 2, 2, 2, 2, 2, 1, 1, 1, 1, 1, 1, 1, 1, 1.
Le nove hapax sono 04 (A5), 05 (B3), 11 (A13), 15 (B8), 17 (A24), 30 (B27), 42 (B9), 43 (B4), 44 (A7). Degli otto simboli ripetuti soltanto due volte, quattro (03, 21, 28, 41) si verificano soltanto sul lato A, tre (09, 16, 20) soltanto sul lato B, e soltanto uno (14) su entrambi i lati.

### Segni con tratti obliqui
Ci sono un numero di segni con un tratto obliquo; i tratti non sono impressi, ma intagliati a mano, e sono legati al primo o all'ultimo segno della "parola", secondo la direzione che si sceglie per la lettura. Il loro significato è materia di discussione. Un'ipotesi, sostenuta da Evans, Duhoux, Ohlenroth e altri, è che essi furono utilizzati per suddividere il testo in paragrafi, mentre altri studiosi hanno proposto significati alternativi.

### Direzionalità
Evans ipotizza che il disco fosse stato scritto, e andrebbe letto, dal centro verso l'esterno; perché così sarebbe stato più facile situare l'iscrizione prima e dunque la dimensione del disco da adattare al testo, ma c'è unanime consenso riguardo al fatto che egli si fosse sbagliato, tanto che Evans stesso mutò parere: l'iscrizione venne fatta, e andrebbe letta, dall'esterno verso il centro. Nessuno dei centri delle due spirali coincide con il centro del disco e alcuni dei simboli vicino al centro sono affollati, come se l'artefice fosse limitato dallo spazio. Una coppia di simboli è collocata dall'alto in basso, in modo tale che è difficile dire in quale ordine essi si trovassero. Eccetto nella sezione ristretta, quando ci sono affollamenti, il simbolo interno copre il simbolo esterno. Jean Faucounau ha proposto una ricostruzione dei movimenti dello scriba, i quali richiederebbero anche una direzione verso l'interno; Yves Duhoux dice che ogni lettura verso l'esterno debba essere scartata. Malgrado questo consenso, ci sono ancora alcuni tentativi di decifrazione in questo senso.
Oltre alla questione della direzionalità del testo sul disco, si hanno differenti punti di vista sul come i caratteri del disco sarebbero mostrati quando si trascrivevano nel testo. Probabilmente ha una direzionalità che va da destra a sinistra (come negli alfabeti semitici), se la lettura procede dall'esterno verso il centro; ciò significa che la direzione della lettura è verso il volto delle persone e degli animali, come nell'egiziano e nell'anatolico. I caratteri del disco sono mostrati con una direzionalità che va da sinistra a destra; pratica comune anche per redigere il testo geroglifico egiziano e anatolico.

### Testo dell'iscrizione
Ci sono 61 "parole", 31 sul lato A e 30 sul lato B (numerate da A1 ad A31 e B1 a B30, dall'esterno all'interno), qui lette dall'esterno verso l'interno (mettendo all'inizio della parola i segni della "testa piumata" e i tratti alla fine della parola). Le parole più brevi sono di due simboli, la più lunga di sette simboli. I tratti sono qui trascritti come tratti diagonali (/). La trascrizione inizia dalla linea verticale di cinque punti, che gira intorno al margine del disco una volta, in senso orario (13 "parole" su A, 12 su B) prima formando una spirale verso il centro (più 18 parole su ogni lato). C'è un segno cancellato a fine di parola ad A8, che Godart (1995:101) nota come somigliante al 3 o al 20; o meno probabile all'8 o al 44. Evans considerava il lato A come il lato anteriore, ma controversie tecniche sono sorte da allora, favorendo il lato B come quello anteriore.
I segni nella trascrizione sottostante appaiono con orientazione che va da sinistra a destra, e il lettore può leggere dentro le facce delle figure dell'uomo e dell'animale (come si leggono i geroglifici egiziani e anatolici):
| (A1)  | (A2)  | (A3)  | (A4)     |
| (A5)  | (A6)  | (A7)  | (A8) [.] |
| (A9)  | (A10) | (A11) | (A12)    |
| (A13) | (A14) | (A15) | (A16)    |
| (A17) | (A18) | (A19) | (A20)    |
| (A21) | (A22) | (A23) | (A24)    |
| (A25) | (A26) | (A27) | (A28)    |
| (A29) | (A30) | (A31) |          |
| (B1)  | (B2)  | (B3)  | (B4)     |
| (B5)  | (B6)  | (B7)  | (B8)     |
| (B9)  | (B10) | (B11) | (B12)    |
| (B13) | (B14) | (B15) | (B16)    |
| (B17) | (B18) | (B19) | (B20)    |
| (B21) | (B22) | (B23) | (B24)    |
| (B25) | (B26) | (B27) | (B28)    |
| (B29) | (B30) |       |          |

Nella trascrizione numerica:
Lato A:
02-12-13-01-18/ 24-40-12 29-45-07/ 29-29-34 02-12-04-40-33 27-45-07-12 27-44-08 02-12-06-18-? 31-26-35 02-12-41-19-35 01-41-40-07 02-12-32-23-38/ 39-11
02-27-25-10-23-18 28-01/ 02-12-31-26/ 02-12-27-27-35-37-21 33-23 02-12-31-26/ 02-27-25-10-23-18 28-01/ 02-12-31-26/ 02-12-27-14-32-18-27 06-18-17-19 31-26-12 02-12-13-01 23-19-35/ 10-03-38 02-12-27-27-35-37-21 13-01 10-03-38
Lato B:
02-12-22-40-07 27-45-07-35 02-37-23-05/ 22-25-27 33-24-20-12 16-23-18-43/ 13-01-39-33 15-07-13-01-18 22-37-42-25 07-24-40-35 02-26-36-40 27-25-38-01
29-24-24-20-35 16-14-18 29-33-01 06-35-32-39-33 02-09-27-01 29-36-07-08/ 29-08-13 29-45-07/ 22-29-36-07-08/ 27-34-23-25 07-18-35 07-45-07/ 07-23-18-24 22-29-36-07-08/ 09-30-39-18-07 02-06-35-23-07 29-34-23-25 45-07/
La "testa piumata" (02) si trova soltanto all'inizio di parola, nei 13 casi seguita dallo "scudo" (12, il quale in alcuni casi si trova anche all'inizio di parola). Sei parole si trovano due volte ciascuna: 
La sequenza di tre-parole 02-27-25-10-23-18 28-01/ 02-12-31-26/ si verifica due volte (A14-16, A20-22). 02-12-31-26/ si ripete per la terza volta (A19). In più quattro parole si verificano due volte ciascuna, 02-12-27-27-35-37-21 (A17, A29), 10-03-38 (A28, A31), 22-29-36-07-08/ (B21, B26) e 29-45-07/ (A3, B20).

### Correzioni
Come affermato sopra, sono state fatte delle correzioni. I segni sono stati cancellati e altri segni vi sono stati stampati sopra.
Godart (1995:99-107) descrive queste correzioni, per singola parola.
Esse si trovano nelle seguenti parole: A1 (segni 02-12-13-01), A4 (29-29-34) insieme ad A5 (02-12-04), A8 (12), A10 (02-41-19?-35), A12 (12), A16 (12-31-26?), A17 (secondo 27?), A29 (secondo 27?), B1 (12-22), B3 (37?), B4 (22-25 stampato sopra lo stesso), B10 (07?-24?-40?), B13 (vicino a 29?). I punti interrogativi indicano incertezza riguardo a quel segno particolare, essendo il risultato di una correzione.

## Tentativi di decifrazione
Una grande quantità di speculazioni si svilupparono durante il XX secolo. Il disco di Festo catturò l'immaginazione anche degli archeologi dilettanti e molti tentativi sono stati fatti per decifrarne il codice. È stato ipotizzato di tutto: preghiere, una storia di narrativa o d'avventura, un "salterio", una chiamata alle armi, un gioco da tavolo ed un teorema geometrico. In questo senso alcune delle più fantasiose interpretazioni sono dei classici esempi di pseudoarcheologia.
La maggior parte delle interpretazioni lo ritengono un "sillabario", inteso come tavola di caratteri rappresentante dei simboli, basato sulla proporzione di 45 simboli in un testo di 241 segni tipici per quel tipo di scrittura; alcuni lo vogliono un "sillabario" con simboli logografici sparsi, una proprietà di ogni noto sillabario del Vicino Oriente antico (scrittura in Lineare B come pure cuneiforme e geroglifica).
La comunità scientifica pensa che ogni ulteriore tentativo di decifrazione sia votato all'insuccesso, poiché, secondo l'orientamento più accreditato, non vi è abbastanza materiale disponibile per un'analisi significativa, salvo che imprevisti progressi riguardo ai segni non portino a qualche diverso percorso di indagine. È infatti improbabile che qualunque nuova decifrazione senza conferma esterna, come un confronto pienamente riuscito con altre iscrizioni, sia accettata come conclusiva.

### Origine del documento

#### Origine cretese o straniera?
Ci sono poche teorie riguardo all'origine dei segni. Nei decenni posteriori alla scoperta, la maggior parte degli studiosi argomentò fortemente contro l'origine locale del reperto. Evans (1909:24f.) scrisse che 
Glotz (1925:381) dichiarò che l'argilla non provenisse da Creta. Ipsen (1929:15) sostenne che il disco provenisse da qualche parte dell'Egeo e a causa delle differenze con la Lineare A e B, ugualmente suppose, come fece Evans, un'origine non cretese del disco. Egli osserva comunque che, dato che la Lineare A era una scrittura egea comune, una tale supposizione non risolve il problema di molteplicità.
L'Ascia di Arkalochori e altri reperti hanno reso l'origine cretese più popolare: immagini femminili con mammelle cadenti sono state anche trovate a Malia e Festo (Godart 1995:125). Duhoux afferma la provenienza cretese del disco; nella sua analisi riguardo alla corrente ricerca, Trauth (1990:154) arriva alla conclusione che "Creta come sorgente del disco non può ormai essere tirata in ballo". Andrew Robinson (2008) in una recensione su Nature, scrisse "la maggior parte degli studiosi oggi, incluso Duhoux, pensa plausible come ipotesi di lavoro che il disco fosse stato fatto a Creta".

#### Invenzione originale o derivazione?
Anche Ipsen (1929:11) si esprime contro un'origine interamente indipendente dei caratteri, argomentando che i suoi inventori non avrebbero potuto saltare dal non avere nessuna conoscenza di scrittura ad un'elegante sillabica. Egli arriva a citare i geroglifici luviani come un "perfetto parallelo" (Ipsen 1929:17) di testo originale ispirato sotto la diretta influenza di altri testi (i suoi valori simbolici ispirati dal cuneiforme, le sue forme dai geroglifici egiziani)
Schwartz (1956:108) propone una relazione genetica tra lo scritto del disco di Festo e quelli della Lineare cretese.
Tra gli alfabeti conosciuti, ci sono tre candidati principali relazionabili a quello del disco, ognuno di essi in parte sillabico, in parte logografico: lineare A, geroglifici anatolici e geroglifici egiziani. Le più remote possibilità sono confrontate con l'abjad del protocananeo o il sillabario di Biblo.

#### Lineare A
Alcuni segni sono vicini abbastanza alla Lineare A e Lineare B che pochi studiosi  credono possano avere lo stesso valore fonetico, come  12 = qe,  43 = ta2, o  31 = ku. Ma questa opinione non è condivisa da tutti gli specialisti degli alfabeti egei.
Un recente confronto sistematico con la Lineare A è quello di Torsten Timm, 2004 The Phaistos Disc. Basati sui campioni di distribuzione dei caratteri della Lineare A raccolti da Facchetti, Timm conclude che la lingua dell'iscrizione del disco è la stessa della lingua della Lineare A. Timm identifica 20 dei 45 caratteri come simili ai segni della Lineare, assegnando valori fonetici alla Lineare B pari a 16 (caratteri).

#### Geroglifici anatolici
Achterberg e altri (2004) presentano un confronto sistematico con i geroglifici anatolici, dando come risultato una piena affermazione di decifrazione (vedi sotto). In particolare, essi considerano il simbolo del "tratto" affine al simbolo r(a/i) del Luvio, ma gli assegnano il valore -ti. Il "tratto" sull'A3 viene identificato come un determinativo del nome personale.  01 è comparato al logogramma SARU, un uomo che cammina o gambe che camminano in luvio.  02 viene messo a confronto con l'iniziale di parola a2, una testa con una corona in Luvio. L'"arco"  11 viene identificato come il logogramma del sol suus, il sole alato, noto dai sigilli reali luvi. Lo "scudo"  12 viene comparato al vicino identico logogramma luvio TURPI "pane" e assegnandoli il valore tu.  39 essi lo leggono come "fulmine", logogramma di Tarhunt, in luvio un geroglifico a forma di W.

### Lista di presunte decifrazioni
Le affermazioni di decifrazione elencate sono categorizzate in decifrazioni linguistiche, identificando la lingua dell'iscrizione, e decifrazioni non-linguistiche. Una lettura puramente logografica non è linguistica in senso stretto: mentre può rivelare il significato dell'iscrizione, non permetterà invece l'identificazione della lingua sottostante.

#### Linguistica
- George Hempl, 1911 (interpretazione come greco ionico, scrittura sillabica); primo lato A; leggendo verso l'interno;
- Florence Stawell, 1911 (interpretazione come greco omerico, scrittura sillabica); primo lato B; leggendo verso l'interno;
- Albert Cuny, 1914 (interpretazione come un antico documento egiziano, scrittura sillabica-logografica);
- Benjamin Schwarz, 1959 (interpretazione come greco miceneo, scrittura sillabica, confronto con la Lineare B); primo lato A; leggendo verso l'interno;
- Jean Faucounau, 1975, (interpretazione come greco "protoionico", scrittura sillabica The Phaistos disk; primo lato A; leggendo verso l'interno;
- Vladimir I. Georgiev, 1976 (interpretazione come lingua ittita, scrittura sillabica); primo lato A; leggendo verso l'interno;
- Steven R. Fischer, 1988 (interpretazione come un dialetto greco, scrittura sillabica); primo lato A; leggendo verso l'interno;
- Kjell Aartun, 1992 (interpretazione come una lingua semitica, scrittura sillabica); primo lato A; leggendo verso l'interno;
- Derk Ohlenroth, 1996 (interpretazione come un dialetto greco, scrittura alfabetica); primo lato A; leggendo verso l'interno; numerosi segni omofonici;
- Sergei V. Rjabchikov 1998 (interpretazione come un dialetto slavo, scrittura sillabica [(EN) Sergei V. Rjabchikov, THE PROTO-PALESTINIAN, PROTO-SINAIAN AND PROTO-BYBLIAN INSCRIPTIONS: A SLAVONIC KEY, su public.kubsu.ru. URL consultato il 4 agosto 2021 (archiviato dall'url originale il 12 ottobre 2009).]); primo lato A; leggendo verso l'interno;
- Adam Martin, 2000 (interpretazione come un testo bilingue greco-minoico, scrittura alfabetica); leggendo verso l'interno, lato A come greco, lato B come minoico
- Achterberg et al., 2004 (interpretata come luvio); primo lato A; leggendo verso l'interno;
- Torsten Timm, 2005 (tentativo di lettura basato sull'ipotesi di un alfabeto cretese The Phaistos Disc);
- Alessandro De Simone, 2020 (decodifica in greco miceneo, scrittura sillabica, confronto con le scritture acrofoniche del Mediterraneo), leggendo verso l'interno e verso l'esterno: 16 inni bifronti Analisi di tutti i tentativi di decifrazione effettuati fino ad oggi e loro confutazione.

#### Non-linguistico o logografico
- Paolo Ballotta, 1974 (interpretazione come scrittura logografica);
- Leon Pomerance, 1976 (interpretazione come documento astronomico);
- Peter Aleff, 1982 (interpretazione come un antico gioco da tavoloThe Phaistos Disc: roll ‘em - Eye Of The Psychic );
- Ole Hagen, 1988 (interpretazione come calendario)
- Harald Haarmann, 1990 (interpretazione come scrittura logografica);
- Bernd Schomburg, 1997 (interpretazione del calendario, logogrammi Archiviato il 20 novembre 2017 in Internet Archive.)
- Hermann Wenzel, 1998 (interpretazione astronomica)
- Friedhelm Will, 2000 (interpretazione come documento riguardo alla filosofia del numero - documento sull'origine di "Atlantide");
- Axel Hausmann, 2002 (documento proveniente da Atlantide, datato al 4400 a.C., lettura logografica)
- Helène Whittaker, 2005 (una versione votiva in miniatura di un gioco da tavolo simile al Mehen egiziano);
- Iurii Mosenkis, 2010 (interpretazione come l'astrolabio greco);
- Roberta Rio, 2011 (interpretazione come antico rituale)

### Confronto con altri testi
| No | Sign | Lineare A           | Ascia di Arkalochori | Geroglifici luviani |
| 01 |      |                     |                      | SARU                |
| 02 |      |                     | 04,07,10             | A2                  |
| 03 |      |                     |                      |                     |
| 04 |      |                     |                      |                     |
| 05 |      |                     |                      |                     |
| 06 |      |                     |                      |                     |
| 07 |      |                     |                      |                     |
| 08 |      |                     |                      |                     |
| 09 |      |                     |                      |                     |
| 10 |      | AB79 ZU             |                      |                     |
| 11 |      |                     |                      | SOL SUUS            |
| 12 |      | AB78 QE             |                      | TURPI               |
| 13 |      |                     |                      |                     |
| 14 |      |                     |                      |                     |
| 15 |      | A364 B232           |                      |                     |
| 16 |      | AB74 ZE ?           |                      |                     |
| 17 |      | A322                |                      |                     |
| 18 |      | AB37 TI             |                      |                     |
| 19 |      | AB31 SA             | 11                   |                     |
| 20 |      |                     |                      |                     |
| 21 |      |                     |                      |                     |
| 22 |      | A318                |                      |                     |
| 23 |      | AB05 TO o AB06 NA   | 13                   |                     |
| 24 |      | AB54 WA             |                      |                     |
| 25 |      | AB86 Ancient Greece |                      |                     |
| 26 |      |                     |                      |                     |
| 27 |      |                     |                      |                     |
| 28 |      |                     |                      |                     |
| 29 |      | AB80 MA             | 08                   |                     |
| 30 |      | AB13 ME, AB85?      |                      |                     |
| 31 |      | AB81 KU             |                      |                     |
| 32 |      |                     |                      |                     |
| 33 |      |                     |                      |                     |
| 34 |      | AB39 PI             |                      |                     |
| 35 |      | AB04 TE             | 09                   |                     |
| 36 |      | AB30 NI             |                      |                     |
| 37 |      |                     |                      |                     |
| 38 |      |                     |                      |                     |
| 39 |      | AB28 I              | 02                   | TARHUNT             |
| 40 |      | AB26 RU or AB27 RE  |                      |                     |
| 41 |      |                     |                      |                     |
| 42 |      |                     |                      |                     |
| 43 |      | AB66 TA2            |                      |                     |
| 44 |      |                     |                      |                     |
| 45 |      | AB76 RA2            |                      |                     |